# Acord sobre la conservació dels ocells aquàtics migratoris afroeurasiàtics
L'Acord sobre la conservació dels ocells aquàtics migratoris afroeurasiàtics, en anglès Agreement on the Conservation of African-Eurasian Migratory Waterbirds o African-Eurasian Waterbird Agreement (AEWA), és un tractat internacional independent desenvolupat sota patronatge del Programa de les Nacions Unides per al Medi Ambient i el Conveni de Bonn. Fou fundat el 16 de juny de 1995 a La Haia, i va entrar en vigor l'1 de novembre de 1999, per coordinar esforços per conservar les espècies d'aus que migren entre les nacions d'Europa i l'Àfrica, i el seu abast s'estén des de l'Àrtida a Sud-àfrica, abastant l'arxipèlag canadenc i l'Orient Mitjà, així com Europa i Àfrica. Se centra en les espècies d'aus que ecològicament depenen dels aiguamolls, almenys durant part de la seva vida, i que creuen les fronteres internacionals dins els seus patrons migratoris.
Els plans d'acció detallen direccions a prendre en la planificació en temes claus com: espècies i conservació d'hàbitats, maneig de les activitats humanes, estudi i monitoreix, educació i informació, i implementació. Així, per exemple, l'ús de perdigons de plom ha estat prohibit pels signataris de l'Acord, per les intoxicacions que provoquen.